# Ǭ̌
Ǭ̌ (minuscule : ǭ̌), appelé O macron caron ogonek, est une lettre latine utilisée dans l’écriture du kaska.
Il s’agit de la lettre O diacritée d’un macron, d’un caron et d’un ogonek.

## Représentations informatiques
Le O macron caron ogonek peut être représenté avec les caractères Unicode suivants : 
- précomposé et normalisé NFC (latin étendu B, diacritiques) :

| formes    | représentations | chaînes de caractères | points de code | descriptions                                                 |
| --------- | --------------- | --------------------- | -------------- | ------------------------------------------------------------ |
| capitale  | Ǭ̌               | Ǭ◌̌                    | U+01EC U+030C  | lettre majuscule latine o ogonek et macron diacritique caron |
| minuscule | ǭ̌               | ǭ◌̌                    | U+01ED U+030C  | lettre minuscule latine o ogonek et macron diacritique caron |

- décomposé et normalisé NFD (latin de base, diacritiques) :

| formes    | représentations | chaînes de caractères | points de code              | descriptions                                                                      |
| --------- | --------------- | --------------------- | --------------------------- | --------------------------------------------------------------------------------- |
| capitale  | Ǭ̌               | O◌̨◌̄◌̌                  | U+004F U+0328 U+0304 U+030C | lettre majuscule latine o diacritique ogonek diacritique macron diacritique caron |
| minuscule | ǭ̌               | o◌̨◌̄◌̌                  | U+006F U+0328 U+0304 U+030C | lettre minuscule latine o diacritique ogonek diacritique macron diacritique caron |